# Ermiona Asachi
Ermiona Asachi (även kallad Ermiona eller Hermione, och efter andra äktenskapet Hermione Quinet) född 16 december 1821 i Iaşi, Moldavien, Rumänien, död 9 december 1900 i Paris, Frankrike, var en rumänsk författare och redaktör som även översatte litteratur från italienska och franska till rumänska.